# Google Talk
Google Talk  — пакет программного обеспечения для мгновенного обмена сообщениями, разработанный компанией Google. Состоит из программы-клиента мгновенных сообщений Google Talk и подключаемого модуля для голосового чата и видеочата. Была доступна для следующих операционных систем: Microsoft Windows (XP, Server 2003, Vista, и Windows 7), Java ME, Android, BlackBerry, и Google Chrome OS
Google Talk позволяет общаться с помощью голосового чата и текстовых сообщений. Особенностью Google Talk является тесная интеграция с почтовой службой Gmail (например, по Google Talk приходят уведомления о новых сообщениях). Для использования Чата Google обязательно наличие учётной записи Gmail.
В качестве клиента возможно использование сторонних приложений Psi, Miranda IM, iChat и других. Пользователи Google Talk могут общаться с пользователями других XMPP-серверов согласно общей архитектуре протокола XMPP.
В настоящий момент заменен службой Google Chat

## Технические данные
Google Talk использует протокол XMPP, который обеспечивает передачу сообщений и сведений о присутствии, включая передачу сообщений в отключённом режиме.
В сентябре 2005 года компания Google наняла Шона Игана в команду разработчиков Google Talk. Как руководитель проекта LibJingle Шон Иган направил усилия на обеспечение совместимости голосовых функций в клиентах, основанных на протоколе XMPP.
15 декабря 2005 года компания Google открыла исходные тексты библиотеки LibJingle, написанные на C++, под лицензией BSD. Эта библиотека является реализацией расширения протокола XMPP для передачи голоса (VoIP), видео и других мультимедийных одноранговых (P2P) соединений.
17 января 2006 года компания Google подключила свой сервис к сети XMPP, таким образом обеспечив обмен сообщениями своих клиентов с клиентами любых серверов XMPP.
Поддерживается передача сообщений в неподключённом режиме. Поддерживается уведомление о пришедших электронных письмах. Пользователь может получить доступ к архиву всех своих мгновенных сообщений из почтового ящика на сайте Gmail.com.
На Google I/O 2013 Google объявила об открытии нового мессенджера Hangouts.
23 февраля 2015 года компания Google полностью отключила Google Talk.

## Функции

### Шифрование
Соединение между клиентом и сервером Google Talk были зашифрованы.
Тем не менее, можно использовать шифрование end-to-end через Google Talk, используя Zfone или OTR (off-the-record).

## Совместимость с другими сервисами Google
На данный момент программа взаимодействует с учётной записью Google.
Для авторизации можно использовать параметры учётной записи Google. Программа использует список контактов из Gmail (при удалении контакта из списка Email-адресатов он будет удалён и из списка в Google Talk и наоборот). Обмен текстовыми сообщениями доступен как из самой программы, так и из встроенного в интерфейс Gmail чата; аватары, устанавливаемые пользователями в Google Talk, будут доступны для просмотра другим пользователям сервисов Google.

## Labs edition
Последняя на настоящее время, выпущенная 29 октября 2009 года версия 1.0.267.233 носит название «Google Talk, Labs edition». Среди новых функций — поддержка групповых чатов, смайлы из веб-интерфейса, открытие диалогов в табах, интеграция с Google Calendar. По сравнению с предыдущей версией отсутствует голосовой чат и передача файлов.